# Heikki Tiitola
Pour les articles homonymes, voir Tiitola.
Heikki Tiitola (né le 3 août 1874 à Kangasala - décédé le 18 septembre 1952) est un architecte finlandais.

## Biographie
En 1895 Heikki Tiitola reçoit son diplôme de maître d'œuvre d'une école industrielle.
Tiitola est membre du conseil municipal de Tampere de 1926 à 1944, membre de la chambre des finances de Tampere de 1913 à 1918 et membre du conseil municipal de 1921 à 1926. 
Les conceptions architecturales de Heikki Tiitola sont des bâtiments publics et des bâtiments résidentiels privés. 
Heikki Tiitola a aussi eu une importante carrière politique au sein du conseil municipal de Tampere. 
Les fils de Heikki Tiitola, Risto Tiitola, Martti, Jaakko Tiitola, Matti  Tiitola et Jussi Tiitola ont disputé le championnat de hockey finlandais au club Ilves et avec d'autres clubs.

## Ouvrages

### Ouvrages à Tampere
- Maison des travailleurs, Hallituskatu 19, 1900[1]
- Immeuble des prêts sur gage de Tampere (fi), 1909
- Immeuble d'Osonen (fi), 1910
- Immeuble du VPK (fi), 910
- Cinéma Petit (fi), 1911
- Usine de chaussure d'Attila (fi), Yliopistonkatu 38, 1915
- École de Pispala (fi), 1915
- Kilometritalo, Pyynikinrinne, 1923
- Bâtiment de l'hôtel Emmaus, Tampere, 1936

### Autres ouvrages
- Bâtiment principal de Kiviniemi, Jämsä, 1899
- Église de Siuro (fi), Nokia, 1910
- Siège de Kajaanin Puutavara OY, Kajaani, 1912
- Bâtiment principal de Voipaala, Valkeakoski, 1912
- Boulangerie de l'Osuuskauppa, Rauma, 1913
- Usine de chaussures de Korkeakoski [2], Juupajoki, 1915
- Maison municipale, Ruovesi, 1915
- Usine de Satanahka Oy, Kiukainen, 1919
- Église d'Halkivaha, Urjala, 1923-26
- École de Poikelus, Kuru, 1924
- École communale, Kangasala, 1925
- École de Suinula, Kangasala, 1925
- Auberge de Vehoniemi, Kangasala, 1928−29[3]
- Église de Kuivanto (fi), Orimattila, 1930
- Résidence du manoir de Villilä, Nakkila, 1935
- Immeuble de bureaux de la Kansallis-Osake-Pankki, Kauppakatu 20, Kemi[4]
- Pohjanlinna, Kankaanpää, 1942[5]

## Galerie

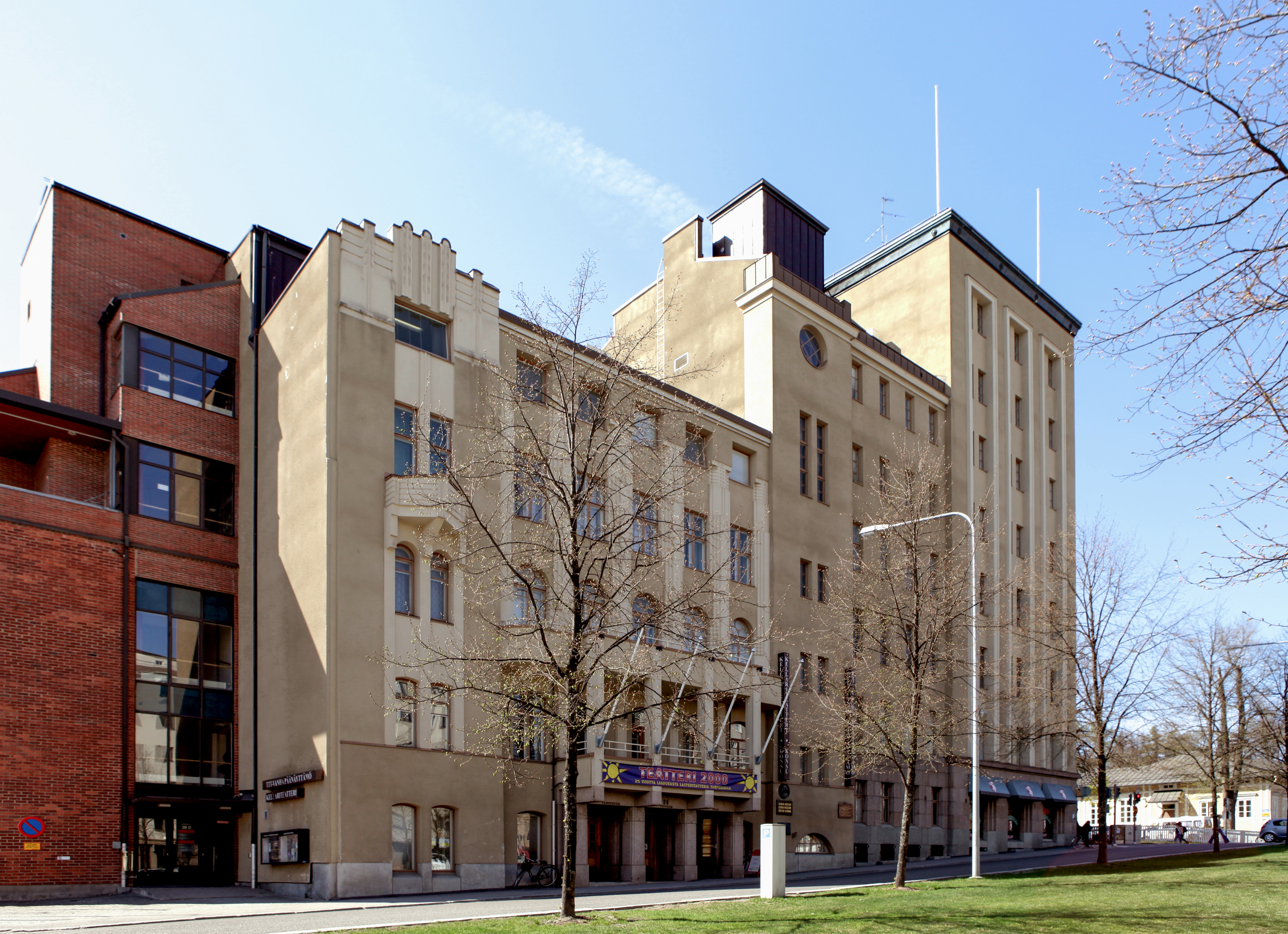
Maison des travailleurs de Tampere.
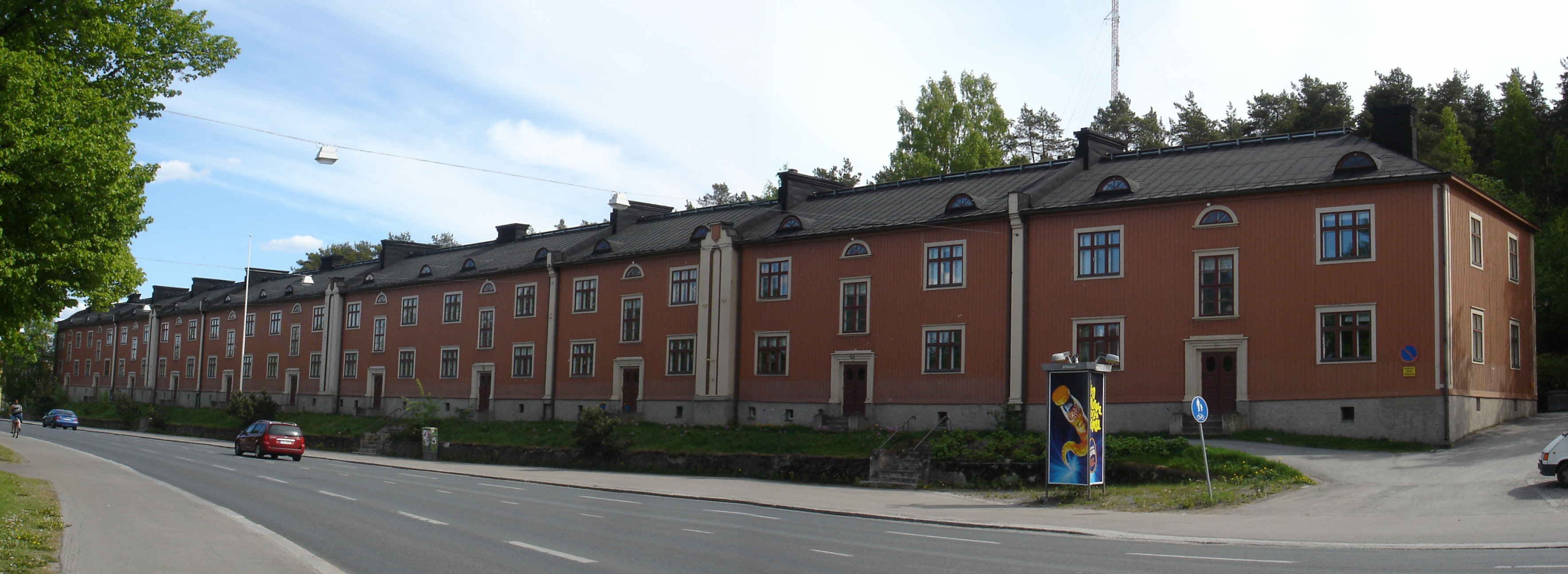
Kilometritalo Tampere.

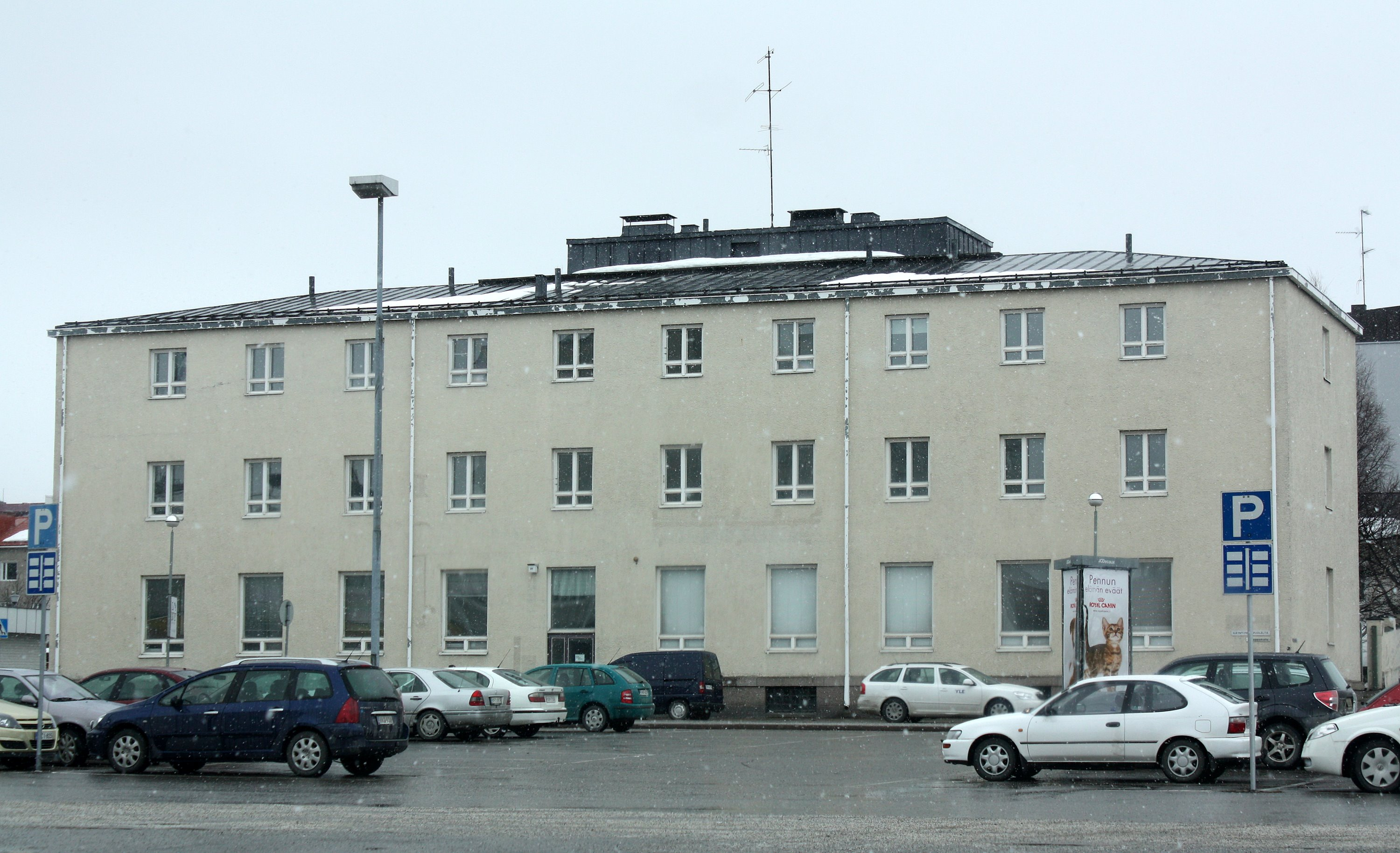
Ancien immeuble de la KOP à Kemi
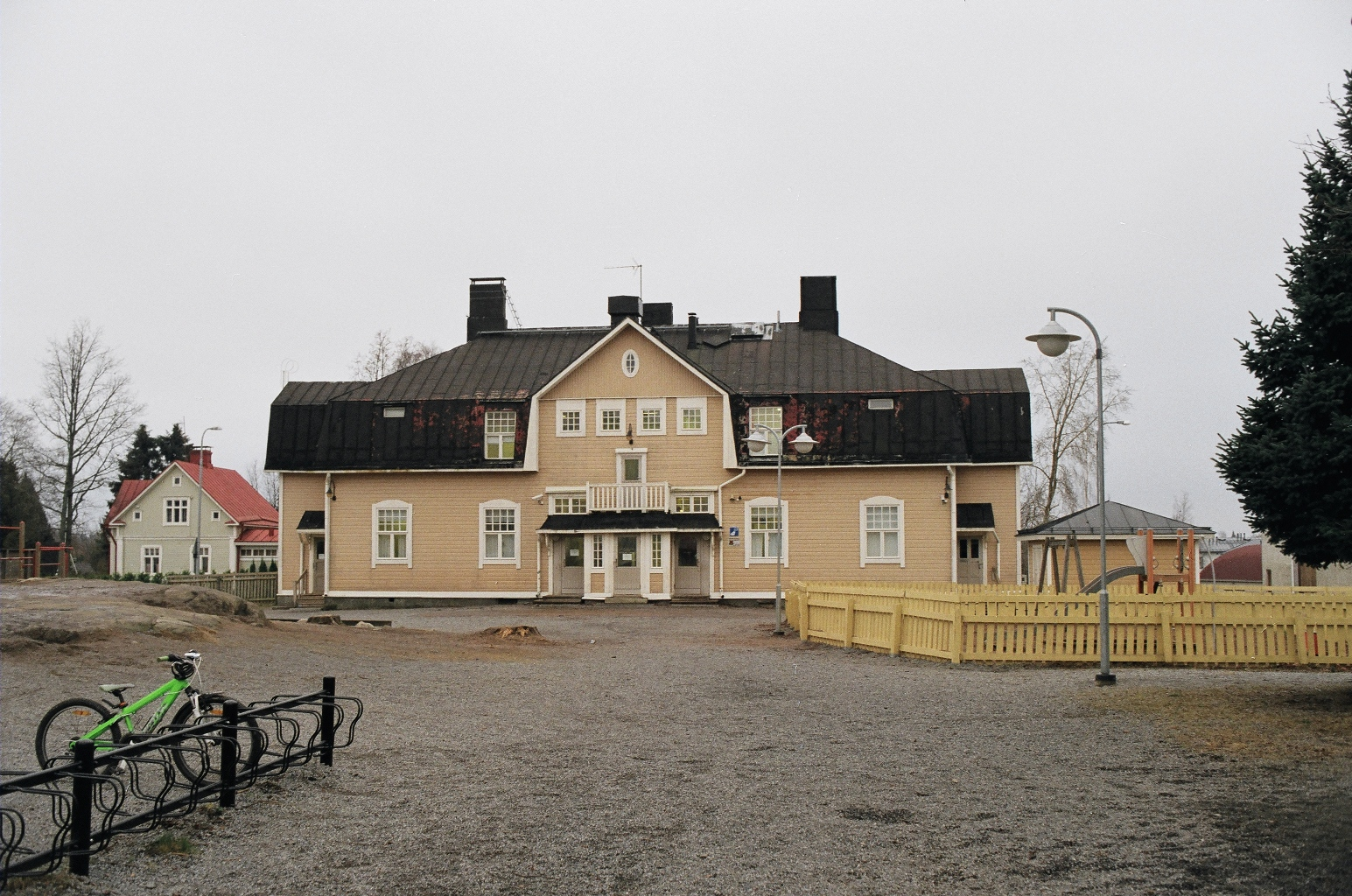
Crèche de Huovari.
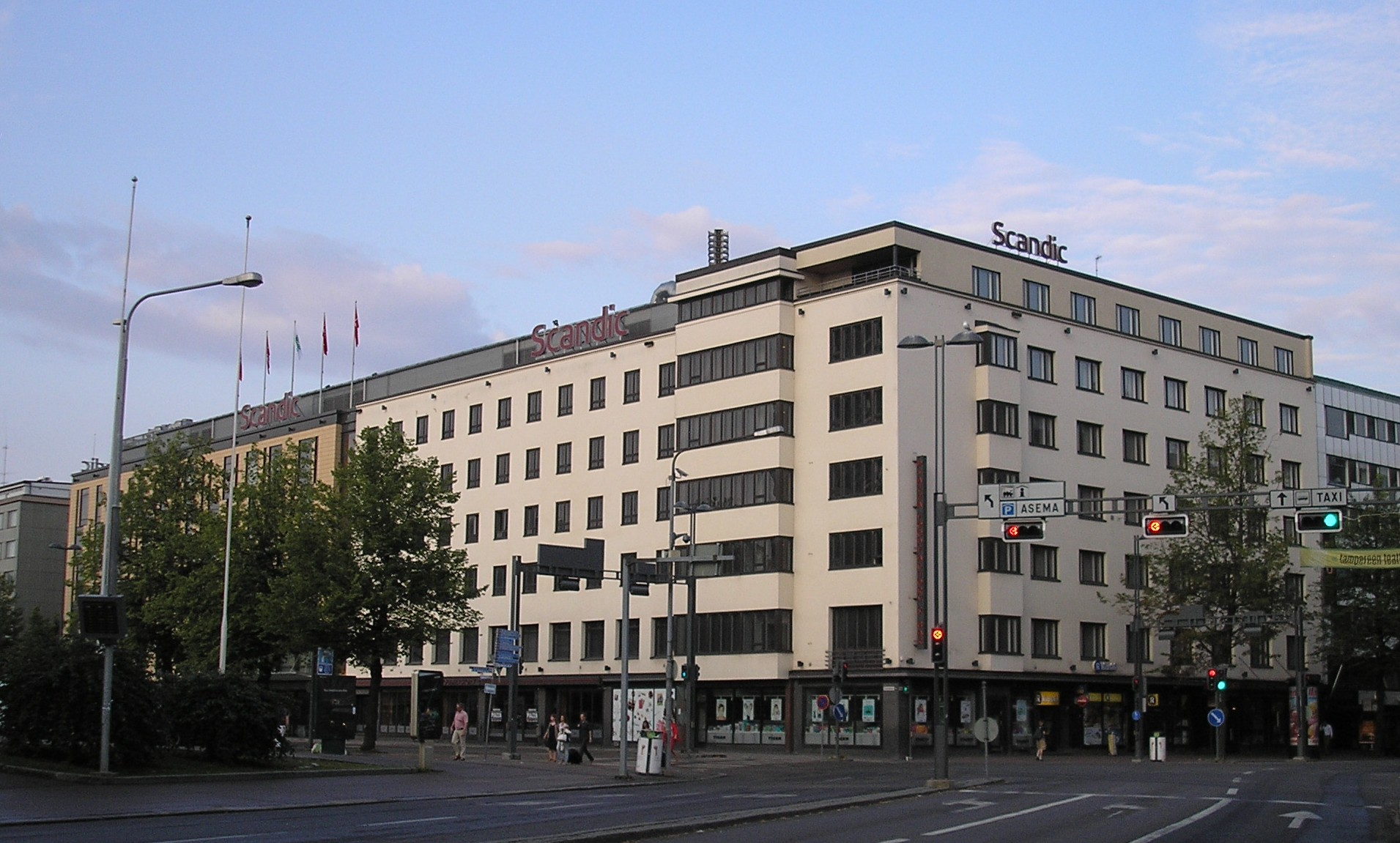
Bâtiment de l'hôtel Emmaus, Tampere